# João Fernandes Lavrador
João Fernandes Lavrador (asi 1453 – asi 1501) byl portugalský námořní kapitán, známý plavbami v severním Atlantiku.
Pocházel pravděpodobně z ostrova Terceira a o jeho rolnickém původu svědčí přízvisko lavrador (portugalsky „oráč“). Poprvé je uváděn jako Johannes ffornandus v celních záznamech bristolského přístavu z roku 1486. Existují písemné zmínky o čtyřech výzkumných plavbách, na kterých ho doprovázel Pêro de Barcelos. V roce 1498 se Lavrador zúčastnil výpravy Johna Cabota k pobřeží Grónska a Severní Ameriky; zatímco Cabot zmizel beze stopy, Lavradorovi se podařilo vrátit do Evropy a podat zprávu o navštívených zemích. Je po něm pojmenován poloostrov Labrador, i když není jisté, zda skutečně někdy přistál u jeho břehů.
Poslední zpráva o Lavradorovi pochází z roku 1501, kdy uzavřel kontrakt s anglickým králem Jindřichem VII. Předpokládá se, že krátce poté zahynul na moři. 